# De Copis

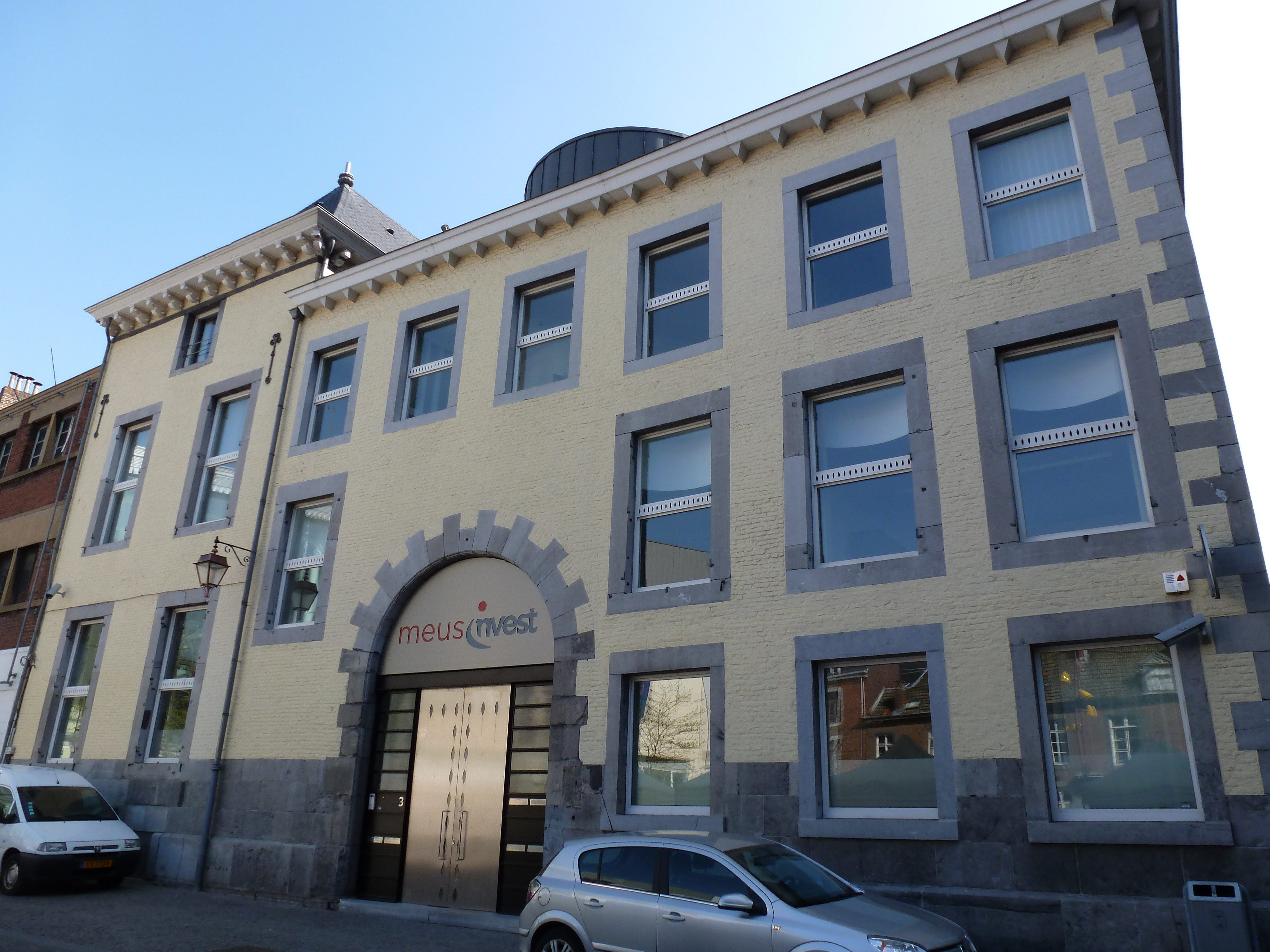
Het hôtel de Copis in Luik

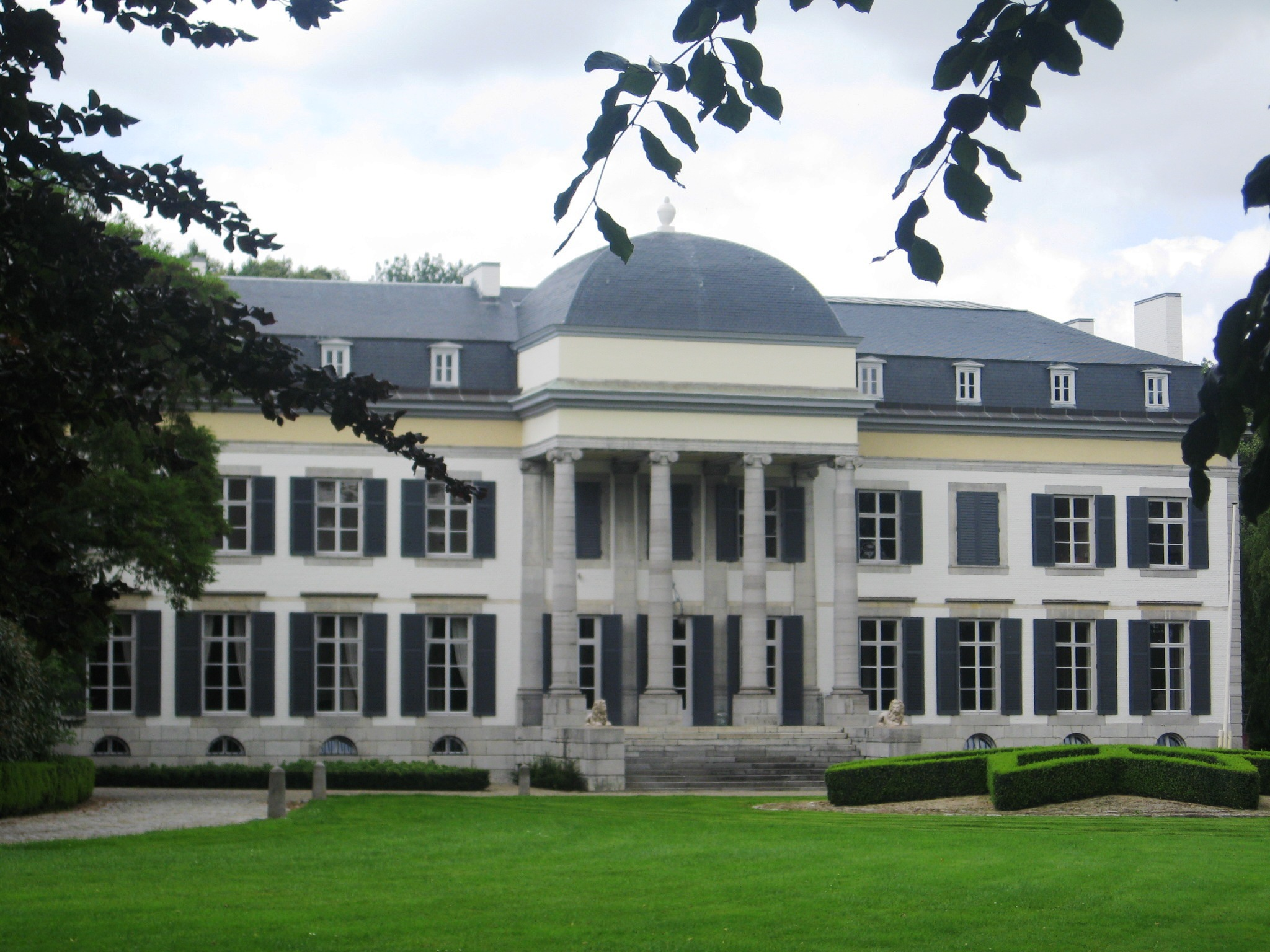
Het kasteel van Gorsleeuw

De familie de Copis behoorde tot de adellijke stand in het prinsbisdom Luik.
De familie was al sinds het begin van de 18e eeuw heer van Gorsleeuw en bewoonde er het kasteel van Gorsleeuw. In 1764 bouwde Isidore de Copis op het domein het kleinere kasteel Bellevue, terwijl zijn broer Dieudonné als oudste het groot kasteel bewoonde. De laatste heer onder het ancien régime was François de Copis (1761-1828), heer van Gorsleeuw, in 1793 toegelaten als lid van de Tweede stand in de Staten van het prinsbisdom, vernoemd als baron de Copis en burggraaf de Bavay. Hij was getrouwd met gravin Marie-Isabelle de Hinnesdael (1755-1815).

## François de Copis
François Maximilien Marie Benoît de Copis (Luik, ca. 1785 - Tongeren, 1828), zoon van François-Maximilien (hierboven), werd in 1816, onder het Verenigd Koninkrijk der Nederlanden, erkend in de erfelijke adel met de titel baron, overdraagbaar op alle afstammelingen. Hij bleef vrijgezel.

## Constantin de Copis
Constantin François de Copis (Luik, 18 oktober 1787 - Gorsleeuw, 28 juni 1857), broer van de voorgaande, werd in 1816, onder het Verenigd Koninkrijk der Nederlanden, erkend in de erfelijke adel met de titel baron, overdraagbaar op alle afstammelingen, en werd benoemd in de Ridderschap van Luik.
Hij was kamerheer van koning Willem I der Nederlanden, lid van de Provinciale Staten van Luik en gemeenteraadslid van Luik. Hij woonde voornamelijk in het kasteel van Gorsleeuw, dat hij in 1820 grondig liet verbouwen in classicistische stijl.
Hij trouwde in 1810 in Luik met gravin Françoise de Méan de Beaurieux (1792-1869), dochter van graaf Pierre de Méan de Beaurieux, keizerlijk kamerheer, burgemeester van Luik en erekanunnik van de Sint-Lambertuskathedraal, en zus van graaf Eugène de Méan de Beaurieux, senator en provincieraaslid van Luik. Ze kregen vier dochters.
- Apolline de Copis (1818-1875), trouwde in 1837 in Saint-Georges-sur-Meuse met graaf Théodore d'Oultremont (1815-1875), burgemeester van Saint-Georges-sur-Meuse en provincieraadslid van Luik, zoon van graaf Émile d'Oultremont, lid van het Nationaal Congres, senator en diplomaat. Ze kregen vijf zoons, met afstammelingen tot heden.
- Clotilde de Copis (1820-1907), trouwde in 1845 in Luik met graaf Ferdinand d'Aspremont Lynden (1813-1858), provincieraadslid van Namen, broer van graaf Guillaume d'Aspremont Lynden, burgemeester van Barvaux-Condroz, senator en minister van Buitenlandse Zaken. Ze kregen twee zoons en drie dochters, met afstammelingen tot heden.
- Valérie de Copis (1833-1913), trouwde in 1851 in Luik met graaf Adrien d'Oultremont (1828-1898), zoon van graaf Charles d'Oultremont, schildknaap van koning Louis Bonaparte en daarna kamerheer van Willem I der Nederlanden. Ze kregen twee dochters, met afstammelingen tot heden. Ze waren de schoonouders van graaf Ferdinand de Baillet Latour.

De familie de Copis doofde in de mannelijke lijn uit in 1857. De laatste vrouwelijke naamdraagster overleed in 1913.